# Mesquitela (Almeida)
Mesquitela é uma povoação portuguesa do Município de Almeida que foi sede da extinta Freguesia de Mesquitela, freguesia que tinha 4,7 km² de área e 45 habitantes (2011), e, por isso, uma densidade populacional de 9,6 hab/km².
A Freguesia de Mesquitela foi extinta em 2013, no âmbito de uma reforma administrativa nacional, tendo sido agregada às freguesias de Castelo Mendo, Ade e Monteperobolso, para formar uma nova freguesia denominada União das Freguesias de Castelo Mendo, Ade, Monteperobolso e Mesquitela com sede em Monteperobolso.

## População
★ No censo de 1864 figura no concelho de Sabugal. Passou para o actual concelho (município) por decreto de 07/12/1870
| Totais e grupos etários | Totais e grupos etários | Totais e grupos etários | Totais e grupos etários | Totais e grupos etários | Totais e grupos etários | Totais e grupos etários | Totais e grupos etários | Totais e grupos etários | Totais e grupos etários | Totais e grupos etários | Totais e grupos etários | Totais e grupos etários | Totais e grupos etários | Totais e grupos etários | Totais e grupos etários |
| ----------------------- | ----------------------- | ----------------------- | ----------------------- | ----------------------- | ----------------------- | ----------------------- | ----------------------- | ----------------------- | ----------------------- | ----------------------- | ----------------------- | ----------------------- | ----------------------- | ----------------------- | ----------------------- |
|                         | 1864                    | 1878                    | 1890                    | 1900                    | 1911                    | 1920                    | 1930                    | 1940                    | 1950                    | 1960                    | 1970                    | 1981                    | 1991                    | 2001                    | 2011                    |
|                         | 220                     | 236                     | 242                     | 251                     | 269                     | 254                     | 234                     | 274                     | 272                     | 234                     | 147                     | 116                     | 80                      | 58                      | 45                      |
| i)                      |                         |                         |                         |                         |                         |                         |                         |                         |                         |                         |                         |                         |                         | 3                       | 6                       |
| ii)                     |                         |                         |                         |                         |                         |                         |                         |                         |                         |                         |                         |                         |                         | 1                       | 2                       |
| iii)                    |                         |                         |                         |                         |                         |                         |                         |                         |                         |                         |                         |                         |                         | 21                      | 22                      |
| iv)                     |                         |                         |                         |                         |                         |                         |                         |                         |                         |                         |                         |                         |                         | 33                      | 15                      |

i) 0 aos 14 anos; ii) 15 aos 24 anos; iii) 25 aos 64 anos; iv) 65 e mais anos	

## Património
- Edificado:
  - Pequenos núcleos de Arquitectura Popular residencial e agrícola

- Religioso:
  - Igreja Matriz (S. Sebastião) - século XVIII;
  - Campanário rústico - século XVIII;
  - Capela de Santa Bárbara - século XVIII/XIX;